# هارلی کوئین اسمیت
هارلی کوئین اسمیت (انگلیسی: Harley Quinn Smith؛ زادهٔ ۲۶ ژوئن ۱۹۹۹) یک هنرپیشه اهل ایالات متحده آمریکا است.
از فیلم‌ها یا برنامه‌های تلویزیونی که وی در آن نقش داشته‌است می‌توان به دختر جرسی، جی و باب ساکت پاتک می‌زنند، ریبوت جی و باب ساکت، سوپرگرل و عاج فیل اشاره کرد.

## اوایل زندگی
هارلی کوئین اسمیت در رد بنک، نیوجرسی، به عنوان دختر کوین اسمیت، بازیگر، و روزنامه نگار جنیفر شوالباک اسمیت، متولد شد. نام او برگرفته از شخصیت همنام بتمن است.

## حرفه
اسمیت اولین ایفا خود را در فیلم پدرش، جی و باب ساکت پاتک می‌زنند، با به تصویر کشیدن دوران کودکی باب ساکت، انجام داد. در سال ۲۰۰۴ او در نقش تریسی کوللی در فیلم درام دختر جرسی حضور پیدا کرد. در سال ۲۰۱۶ او در کنار دوست خود، لی‌لی-رُز دپ دختر ونسا پارادی و جانی دپ فیلم یوگا هوزرز ایفای نقش کرد.